# MRT 3
MRT 3 (mac. MPT 3) – trzeci kanał północnomacedońskiego nadawcy publicznego Makedonska Radio Televizija. Kanał emituje programy o tematyce sportowej i rozrywkowej.